# Pieve di San Giovanni Battista (Castelnuovo Berardenga)
La pieve di San Giovanni Battista è un edificio religioso situato a Pievasciata nel comune italiano di Castelnuovo Berardenga, in provincia di Siena.

## Storia
La pieve originariamente era intitolata a santa Maria ad Sciatam o Ischiatam, appellativo che dovrebbe essere legato alla tipo di querce ischia, ed è una delle più antiche del territorio chiantigiano. È nota fin dagli anni '80 dell'XI secolo.
Viene citata nel 1203 nel Lodo di Poggibonsi, documento che stabilì i confini tra la Repubblica di Firenze e quella di Siena, quando si ritrovò, suo malgrado, ad essere posta sul caldissimo confine che divideva le due repubbliche. Infatti già nel 1229 la pieve fu saccheggiata e bruciata dai fiorentini. Probabilmente a seguito di questi eventi tutto il complesso plebano venne fortificato e tutt'oggi di quelle fortificazioni si conservano due massicce torri. Dagli elenchi delle decime fatti a cavallo tra Duecento e Trecento risulta che la pieve avesse sei chiese suffraganee.
Tra i pievani sono rimasti il ricordo di un tale Ciampolo rettore nel 1300, e di un certo Giovanni di Bartolo che nel 1351 fu delegato apostolico per la Badia a Settimo. Risulta che dal 1317 fosse sede di una comunità di canonici.
In un'epoca imprecisa l'edificio cambiò il patrono tanto che in occasione della vista apostolica del 1575 era già presenta l'invocazione a San Giovanni Battista. Attualmente tutto il complesso, abbandonato da tempo, versa in uno stato di gravissimo degrado tanto da essere franato in vari punti.

## Descrizione
La chiesa presenta una struttura ad unica navata con sulla facciata un possente campanile a torre che faceva parte delle strutture fortificate del complesso.
In origine però l'aspetto era diverso. Sul muro esterno della fiancata sinistra sono ancora visibili tre archi a tutto sesto, ora tamponate, impostati su pilastri quadrangolari privi di decorazioni e che sono la dimostrazione che in passato la chiesa dovesse avere più navate. In questa fiancata il paramento murario e il taglio delle bozze dei pilastri mostra una vicinanza stilistica con edifici altomedievali dell'area senese -aretina quali la pieve di Santa Restituta, la chiesa di San Ippolito ad Asciano, alla cosiddetta cappella carolingia dell'Abbazia di Sant'Antimo. La riduzione ad una sola navata è da mettere in correlazione con i danni subiti nel saccheggio del 1229.
Per quanto riguarda il campanile in facciata in passato alcuni studiosi (Salmi e Canestrelli) hanno ipotizzato un influsso dello stile monastico francese ma tale ipotesi è da escludere. La struttura della torre, originariamente aperta con un grande arco posto sopra il tetto della chiesa, mostra abbastanza chiaramente la sua origine militare. Un'altra struttura militare, probabilmente il cassero, è da identificarsi con la massiccia costruzione incorporata nella casa canonica che mostra strutture due-trecentesche.
L'interno, coperto a capriate, presenta tre altari barocchi realizzati dal pievano Giovan Battista Lucchi (morto nel 1784) ed è ornato secondo un gusto neomedievale. Sulla sinistra del presbiterio si trova la cappella del Sacramento, un vano a pianta quadrata con copertura con volte a crociera usato ora come sagrestia.

## Piviere di Pieve Asciata

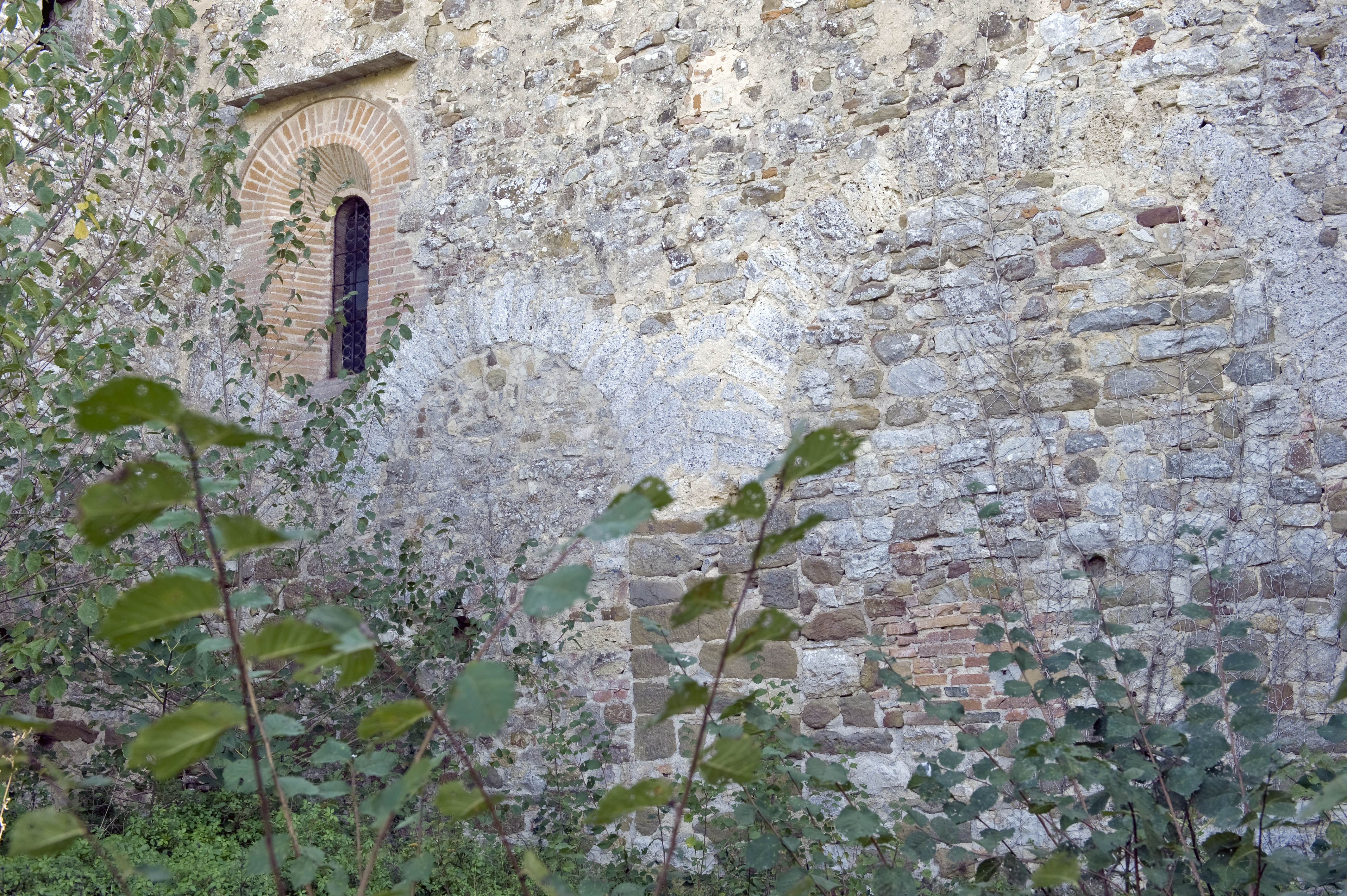
Resti delle archeggiature della fiancata destra

- chiesa di San Leonardo a Catignano
- chiesa di San Cristoforo a Vagliagli
- chiesa di San Bartolomeo a Coschine
- chiesa di San Martino a Cellole
- chiesa di San Miniato a Pontignano
- chiesa di San Lorenzo a Pontignanello